# Svenarums församling
Svenarums församling är en församling inom Östbo-Västbo kontrakt i Växjö stift inom Svenska kyrkan och ligger i Vaggeryds kommun. Församlingen ingår i Byarums pastorat
Församlingskyrka är Svenarums kyrka.

## Administrativ historik
Församlingen har medeltida ursprung.
Församlingen utgjorde under medeltiden ett eget pastorat, för att därefter bilda pastorat med Ödestugu församling, och sedan från 1525 till 1570 åter utgöra ett eget pastorat. Från 6 januari 1570 till 1980 var församlingen annexförsamling i pastoratet Vrigstad, Svenarum och Nydala, som från 1962 även omfattade Hylletofta församling. Från 1981 är församlingen annexförsamling i Byarums pastorat - bestående av Byarum, Bondstorp (dessa två sammanslogs 2010) och Svenarum .